# Viewtiful Joe (аниме)
Viewtiful Joe (яп. ビューティフル ジョー Бютифуру: Дзё) — аниме-сериал, сюжет которого основан на одноимённой серии видеоигр.
Премьера сериала состоялась на канале TV Tokyo 2 октября 2004 года. Последний, 51 выпуск вышел 24 сентября 2005 года. Позднее компания Geneon Entertainment перевела аниме на английский язык и состоялся выход мультфильма на UMD и DVD. Viewtiful Joe транслировался по каналам Jetix, Cartoon Network и т. д.

## Сюжет
Повторяя сюжет видеоигр, Джо и его подруга Сильвия едут в киностудию, чтобы увидеть, как снимается фильм с кумиром Джо, капитаном Блу (англ. Captain Blue). Но вдруг лидер злой силы Дзядоу тянется к экрану и захватывает Сильвию в фильм. Джо вынужден следовать за ней на летательном аппарате капитана Блу, Шестёрку Мадзин («Машина шестерки» в английском дубляже), и встречает злодея во плоти, который предлагает герою сняться в боевике под названием «Красавчик Джо».

## Персонажи
- Джо (англ. Joe) — главный герой мультфильма. Любит фильмы.
- Сильвия (англ. Silvia), также известна как Секси Сильвия — партнёр и любовь Джо. Является в аниме т. н. «девой в беде».
- Джуниор (англ. Junior) — самопровозглашённый герой. Поклонник Джо. Называет себя «младшим Капитаном Блу».
- Капитан Блу (англ. Captain Blue) — наставник и идол Джо.
- Аластор (англ. Alastor), известен под псевдонимами «Мальчик Ночной Гром» и «Мастер Лезвий» — агент организации Дзядоу.
- Всемогущий лидер (англ. Almighty Leader) — руководитель Дзядоу в первом сезоне аниме.
- Координатор Звездочка (англ. Coordinator Sprocket) — второй руководитель организации.
- Чёрный Император (англ. The Black Emperor) — глава организации Дзядоу во втором сезоне аниме.

## Связанная продукция

### Аниме
Аниме Viewtiful Joe было создано студией Group TAC. Продюсер одноимённой серии игр Ацуси Инаба предоставил художникам и аниматором все наброски и концептуальные рисунки для создания мультфильма.
В дубляже на английский язык принимали участие такие актёры, как Джефф Нимой, Филис Самплер, Лия Сарджент, Венди Ли, и другие. Боб Папенрок озвучивал Капитана Блу в первых двадцати одного эпизода аниме. Однако Папенрок умер 17 марта 2006 года из-за осложнений хронического заболевания легких. Аниме Viewtiful Joe является его последней работой актёра. В последующих эпизодах его сменил Пол Питер.
Трансляция в США началась по каналам с пятого эпизода. Первые эпизоды мультфильма были показаны только через месяц после премьеры. Пилотный эпизод был локализован компанией Unbound Creative. Американская версия аниме подверглась цензуре, но в Бразилии и Латинской Америке шоу был показан полностью без купюр. В английской версии, название летательного аппарата Джо называется как «Машина шестёрки». Кроме того, Шестёрка Мадзин была переименована на «Робо-шесть». Средний палец Джо был также отредактирован. Супергероическая версия Сильвии в английской версии стала назваться как «Вперёд-вперёд Сильвия» (англ. Go-Go Silvia). Изменению также подвергся комбинезон Звёздочки и сама героиня.
Все данные выпуски были выпущены компаниями Geneon и Kids Foot Locker на UMD и DVD в 2006 году.

### Музыка
Музыкальное сопровождение в японской версии аниме Viewtiful Joe было написано композиторами Такэхито Гокитой и Юсукэ Хаяси. Мультфильм включает в себя 2 музыкальные темы от группы SaGa. Песня «Brighter Side» звучит в первых 38 эпизодах, а «Spirit Awake» использована в остальных сериях. «Brighter Side» также была оставлена в западной версии Viewtiful Joe. Японская версия также имеет конечные темы «And You» и «Tougenkyou» (также известная как «Shangri-La Village»). 36 песен были выпущены лейблом Geneon 7 февраля 2006 года и содержит всю музыку из аниме, а также бонусный трек «Viewtiful World».
Группа SaGa выпустила на 2 компакт-дисках свои синглы, которые звучат в аниме. Первый был выпущен 30 марта 2005 года и включает в себя японскую и английскую версии треков «Brighter Side» и «And You», а также DVD, содержащий один музыкальный клип, открывающие и заканчивающие видеоролики из Viewtiful Joe с соответствующими песнями. Второй сингл был выпущен 31 августа 2005 года, где есть как обе версии песен «Spirit Awake» и «Wonder», а также клип на DVD с первой музыкой. В Северной Америке саундтрек продавался с первым выпуском аниме на DVD.

### Книги
Компанией Capcom были выпущены 2 книги по мотивам аниме. Они выполнены в стиле манги и состоят из картинок из мультсериала.

## Отзывы
Аниме Viewtiful Joe было выпущено в Северной Америке в начале 2006 года на носителях UMD и DVD. Мультфильм был самым популярным за пределами Японии и занял своей категории высокое место в рейтинге Нильсена.
Данный мультсериал получил в целом положительные отзывы от критиков и журналистов. Аниме хвалили за сюжет, который основан по видеоиграм, но критиковался за медленную анимацию и перевод на английский язык. Мэтт Касамассина из сайта IGN высоко оценил Viewtiful Joe, в первую очередь за грамотную адаптацию видеоигр. Также критик заявил, что игрок, проходивший игру, при просмотре аниме будет иметь чувство дежавю и не найдут никаких противоречий в эпизодах. В качестве недостатка Касамассина привёл анимацию. С этим мнением согласился Зак Бертши из Anime News Network, который также критиковал перевод аниме-сериала на английский язык, оценив в ранг «F» все первые выпуски на носителях. В частности, критик заявил, что попытка использовать сленг для того, чтобы угодить молодой аудитории, привела к «оскорбительному плохому дубляжу». Другой рецензент из Anime News Network Карло Сантос также отрицательно отозвался об западной версии сериала, поставив ранг «D» второму выпуску на носителях DVD. Кроме озвучивания, критик привёл в качестве недостатка сценарий, потому что герой не остроумный. Сантос также отметил эпизоды как слишком повторяющиеся, но положительно отозвался о дизайне персонажей, яркостью красок и заимствованный из серии игр художественный стиль. Баз Макклейн из Video Business утверждал, что шоу, созданное «явно под влиянием анимационного стиля Хаяо Миядзаки», использует линейный сюжет, чем в других аниме.